# مایکل اپتد
مایکل اپتد (انگلیسی: Michael Apted؛ زادهٔ ۱۰ فوریهٔ ۱۹۴۱ – درگذشته ۷ ژانویه ۲۰۲۱) کارگردان اهل بریتانیا بود.
او در هفتم ژانویهٔ ۲۰۲۱ به دلیل کهولت سن در منزلش در لس‌آنجلس درگذشت.

## فیلم‌شناسی
- دختر معدنچی زغال سنگ (۱۹۸۰)
- گوریل‌ها در مه (۱۹۸۸)
- نل (۱۹۹۴)
- دنیا کافی نیست (۱۹۹۹)
- کافی (۲۰۰۲)
- لطف حیرت‌آور (۲۰۰۶)